# Mise au point (chanson)
Pour les articles homonymes, voir Mise au point.
Singles de Jakie Quartz
Histoire éphémère
(1981) Mal de vivre
(1984)
Mise au point est une chanson de la chanteuse française Jakie Quartz parue sur son premier album homonyme. Elle est composée par Jakie Quartz et Gérard Anfosso. Elle est sortie en mai 1983 en tant que premier extrait de l'album. 
Seuls les refrains y sont chantés alors que les couplets sont uniquement parlés. La chanson se termine par un solo de saxophone.
La chanson est un tube de l'été, se classant numéro 2 des ventes en France en août 1983.
Elle a également été reprise par la chanteuse dans une version italienne intitulée Se mi cercherai. En 2008, Mise au point a été reprise par Quentin Mosimann sur l'album Duel. Le groupe italo-disco Jolie en a aussi réalisé une reprise en français en 1984. 

## Liste de titres
| A1. | Mise au point | 4:49 |
| B1. | Dernière Fois | 3:54 |

| A1. | Se mi cercherai (version italienne) | 4:49 |
| B1. | Mise au point                       | 4:49 |

## Crédits
Crédits adaptés depuis Discogs.
- Jakie Quartz – écriture, composition
- Gérard Anfosso – écriture, composition, réalisation, arrangements

## Classements et certifications
| Classement (1983)          | Meilleure position |
| -------------------------- | ------------------ |
| Europe (Europarade Top 30) | 22                 |
| France (IFOP)              | 2                  |

| Classement (1983) | Position |
| ----------------- | -------- |
| France (IFOP)     | 12       |

### Certification
| Pays                                                             | Certification | Ventes certifiées |
| ---------------------------------------------------------------- | ------------- | ----------------- |
| France (SNEP)                                                    | Or            | 500 000*          |
| *Ventes selon la certification xNon précisé par la certification |               |                   |

## Historique de sortie
| Pays/Région     | Date     | Format                       | Version   | Label(s)           | Réf.  |
| --------------- | -------- | ---------------------------- | --------- | ------------------ | ----- |
| France          | mai 1983 | 45 tours                     | Originale | CBS Disques        | ,     |
| France          | 1983     | maxi 45 tours (promotionnel) | Originale | CBS Disques        | [ 8 ] |
| Canada          | 1983     | 45 tours                     | Originale | CBS                | [ 7 ] |
| Espagne         | 1983     | 45 tours                     | Originale | CBS                | [ 7 ] |
| Pays-Bas Europe | 1983     | 45 tours                     | Originale | CBS                | [ 7 ] |
| Italie          | 1984     | 45 tours                     | Italienne | G&G                | [ 7 ] |
| Japon           | 1984     | 45 tours                     | Originale | Epic International | [ 7 ] |